# Guinan (Star Trek)
Guinan  este un personaj secundar din serialul TV american științifico-fantastic Star Trek: Generația următoare și din filmele Star Trek Generations și Star Trek: Nemesis. A fost interpretată de Whoopi Goldberg. Guinan este un barman din salonul de mese Ten-Forward al navei stelare USS Enterprise-D. Guinan copil a fost interpretată de Isis Carmen Jones în episodul "Rascals". Guinan face parte din rasa de extratereștri El-Aurian.

## Descriere

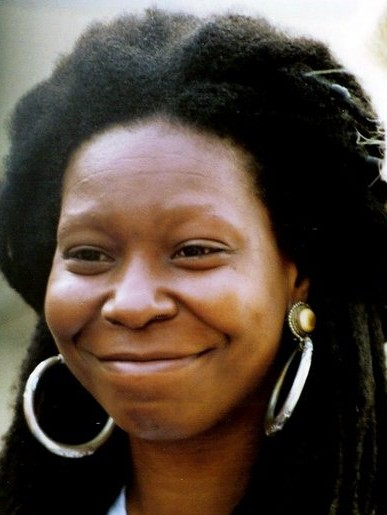
Actrița Whoopi Goldberg la Cannes în 1992

A apărut prima dată în episodul „Copilul” și de atunci a apărut frecvent în următoarele patru sezoane. Lucrează în principal în Ten-Forward, care a fost adăugat după ce majoritatea platourilor au fost recreate după primul sezon. Ea este un extraterestru care are câteva sute de ani și se remarcă prin înțelepciunea ei populară, pe care o folosește adesea pentru a dezamorsa situațiile dificile sau pentru a consola alte personaje de la bordul navei în timp ce se luptă cu ceva. Q a afirmat că Guinan ar fi un demon. 
În ianuarie 2020, Goldberg a acceptat o invitație personală a lui Patrick Stewart de a-și relua rolul ca Guinan pentru al doilea sezon din Star Trek: Picard, continuarea directă a serialului Star Trek: Generația următoare.

## Specie
Guinan este un membru al rasei El-Aurian (denumită și rasa Ascultătorilor de către dr. Tolian Soran). Aceasta este o rasă umanoidă. El-Aurianii par la exterior identici cu oamenii și au o varietate de tipuri etnice, atât membrii ai rasei cu pielea închisă, cât și cei cu pielea deschisă. Ei pot trăi peste 700 de ani tereștri. Sunt considerați o rasă de ascultători și adesea par răbdători și înțelepți.
El-Auria, planeta natală a rasei El-Aurian, era situată în Cuadrantul Delta și a fost distrusă de Borg la mijlocul secolului al XXIII-lea. Puțini au supraviețuit, iar cei care au supraviețuit au fost împrăștiați în întreaga galaxie. Unii dintre refugiați au căutat refugiu în Federația Unită a Planetelor.

## Legături externe
- en Guinan la Memory Alpha (site wiki pentru Star Trek)

## Vezi și
- Listă de personaje din universul Star Trek‎